# Quenza
Quenza település Franciaországban, Corse-du-Sud megyében. Lakosainak száma 185 fő (2022. január 1.). Quenza Conca, Levie, Sari-Solenzara, Serra-di-Scopamène, Sorbollano, Zicavo, Zonza, Solaro és Altagène községekkel határos.

## Népesség
A település népességének változása:
| Lakosok száma | 307  | 229  | 214  | 247  | 198  | 188  | 190  | 200  | 195  | 185  |
|               | 1968 | 1982 | 1990 | 2006 | 2013 | 2015 | 2017 | 2019 | 2020 | 2022 |